# (9942) 1989 TM1
(9942) 1989 TM1 là một tiểu hành tinh vành đai chính. Nó quay quanh Mặt Trời mỗi 4.18 năm.
Được phát hiện ngày 8 tháng 10 năm 1989 bởi T. Hioki và N. Kawasato tên chỉ định của nó là "1989 TM1".